# 三吉演芸場
三吉演芸場（みよしえんげいじょう）は、神奈川県横浜市南区にある大衆演劇の劇場である。

## 歴史
1930年（昭和5年）、中村川に架かる三吉橋のたもとにあった銭湯「草津温泉」の2階の休憩室が、素人による義太夫節や琵琶などの貸席として供されたのが三吉演芸場の始まりで、当時は「三吉館」や「貸席三吉」と呼ばれていた。1938年（昭和13年）ごろには大衆演劇が上演されるようになったが、第二次世界大戦により1943年（昭和18年）には閉鎖を余儀なくされた。横浜大空襲の戦火を免れた同館は、1950年（昭和25年）に「三吉劇場」と名を改め再開。1961年（昭和36年）からは「三吉東映」の名で映画の上映も行い、映画も芝居も楽しめる劇場として親しまれた。昭和40年代に入ると家庭のテレビの普及により観客が減少、経営難のため興業師は営業権を放棄した。
1973年（昭和48年）、二代目オーナーとなる本田玉江が劇場経営を引き継ぎ、大衆演劇専門劇場として再出発した。当初は客の入りは少なかったが、伊勢佐木町で人力車を走らせたり、中村川で船乗り込みを行ったりして宣伝に努めた。近隣の真金町出身の噺家桂歌丸も、この頃から定期的に独演会を行った。
1990年代に入り、娯楽の多様性による観客減少や建物の老朽化により廃業の危機に直面した。歌丸は「三吉演芸場を残す会」会長として尽力し、横浜橋通商店街や三吉橋通商店街の協力も得て2500万円の寄付が集まった。1996年（平成8年）から建替工事が行われ、1998年（平成10年）に新たな演芸場がオープンした。上層階は、横浜市住宅供給公社による賃貸住宅「レ・シェーナ」となっている。
2000年(平成12年)、母親の後を継ぎ本田博が四代目社長となる。

## 特徴
一般的な常打ち小屋は1ヶ月間単位の公演期間のうち休演日を設けていないが、本館では役者のリフレッシュを目的として月曜日を定休日としている。役者へのギャランティを増やしモチベーション向上につなげるため、観劇料も他館に比べやや高めの設定になっている。公演内容は、一部が自己紹介を兼ねたミニショー、二部が芝居、三部が歌謡ショーの三部構成となっている。